# Bathory (musikalbum)
Bathory är black metal-gruppen Bathorys debutalbum från 1984, och släpptes på skivbolaget Black Mark Production. Skivan skulle egentligen hetat Pentagrammaton men namnet byttes till Bathory eftersom folk uttalade den tänkta skivtiteln fel så det istället blev "Pentagon". Den har släppts i cirka 20 000 exemplar.[källa behövs]
Albumet producerades med små ekonomiska medel och spelades in i Heavenshore Studios, ett ombyggt garage beläget i Huddinge på mindre än tre dagar. Man spelade in skivan med en röd Ibanez-gitarr på en 10-watts förstärkare, en lånad bas och ett trumset med en enda puka, bastrumma, cymbal, hi-hat och virvel. 
Spåret "Necromancy" fick benämningen "Necromansy" på konvolutet, eftersom man hade slut på "gnuggbokstäver", outrot nämndes inte och "Storm of Damnation" gick ett ännu värre öde till möts eftersom Quorthon helt enkelt glömde att lista den.
Albumets omslag som pryddes av en get som klistrats ihop av flera olika bilder, var avsett att tryckas i guld och svart, men resultatet blev "kanariegult" istället för guldfärgat. Bandet hade inte råd att trycka om dem och en första utgåva på 1 000 exemplar med detta omslag spreds. Dessa exemplar har senare fått ett högt samlarvärde.

## Låtlista
Sida A - Darkness
1. "Hades" – 05:03
2. "Reaper" – 02:44
3. "Necromansy" – 03:41
4. "Sacrifice" – 03:17

Sida B - Evil
1. "In Conspirasy with Satan" – 02:29
2. "Armageddon" – 02:32
3. "Raise the Dead" – 03:42
4. "War" – 03:34

Utgåvan från 1991
1. "Storm of Damnation (Intro)" (instrumental) – 03:07
2. "Hades" – 02:45
3. "Reaper" – 02:44
4. "Necromancy" – 03:40
5. "Sacrifice" – 03:16
6. "In Conspirasy with Satan" – 02:29
7. "Armageddon" – 02:32
8. "Raise the Dead" – 03:41
9. "War" – 02:15
10. "Outro" (instrumental) – 00:33

## Medverkande
Musiker (Bathory-medlemmar)
- Quorthon (Thomas Börje Forsberg) – gitarr, sång, texter & musik
- Stefan Larsson – trummor

Bidragande musiker
- Rickard Bergman – basgitarr

Produktion
- Boss (Börje Forsberg) – producent, ljudtekniker
- Quorthon – producent, omslagsdesign